# One More Time (singel)
One More Time – singel francuskiego duetu muzyki elektronicznej Daft Punk wydany 13 listopada 2000 roku. W 2001 roku stał się częścią albumu Discovery. Jako część z tego albumu piosenka pojawia się w filmie Interstella 5555: The 5tory of the 5ecret 5tar 5ystem, część filmu stanowi teledysk utworu.
W 2023 nagranie uzyskało w Polsce certyfikat złotej płyty.

## Spis utworów
1. „One More Time” (short radio edit) – 3:55
2. „One More Time” (radio edit) – 5:20
3. „One More Time” (club mix) – 8:00

## Pozycje na listach
| Listy (2000–01)                  | Najwyższa pozycja |
| -------------------------------- | ----------------- |
| Australian Singles Chart         | 10                |
| Austrian Singles Chart           | 7                 |
| Belgian Singles Chart            | 6                 |
| Canada (Nielsen SoundScan)       | 1                 |
| Danish Singles Chart             | 11                |
| Dutch Singles Chart              | 14                |
| Finnish Singles Chart            | 8                 |
| French Singles Chart             | 1                 |
| Irish Singles Chart              | 9                 |
| Italian Singles Chart            | 2                 |
| New Zealand Singles Chart        | 10                |
| Swiss Singles Chart              | 6                 |
| UK Singles Chart                 | 2                 |
| US Billboard Hot 100             | 61                |
| US Billboard Mainstream Top 40   | 33                |
| US Billboard Hot Dance Club Play | 1                 |